# Zapasy na Igrzyskach Frankofońskich 1994
Turniej zapasów na II igrzyskach frankofońskich w 1994 odbył się w lipcu w Paryżu. Rozgrywane były tylko zawody w stylu wolnym mężczyzn.

## W stylu wolnym
| Waga   | złoty                 | srebrny               | brązowy                 |
| ------ | --------------------- | --------------------- | ----------------------- |
| 48 kg  | Gheorghe Corduneanu   | Mohamed Abu-Richa     | Rob Wellwood            |
| 52 kg  | Constantin Corduneanu | Greg Woodcroft        | Sa’id at-Tanku          |
| 57 kg  | Norman Spence         | Abd ar-Rahman Nana    | Robert Dawson           |
| 62 kg  | Gia Sissaouri         | Alain Berger          | Tarik Ibrahim           |
| 68 kg  | Dima-Ioan Andronic    | Jean Ravoninjanahary  | Max Tudezca             |
| 74 kg  | Cory Kwak             | Mohamed El-Hadad      | Kachaber Verkwiaschwili |
| 82 kg  | Nicolae Ghiță         | Gary Holmes           | Alioune Diouf           |
| 90 kg  | Brian Bell            | Jean-François Daviau  | Grégory Martinetti      |
| 100 kg | Oleg Ladik            | Muhammad Abd al-Munim | William Rombouts        |
| 130 kg | Andy Borodow          | Serge Jung            | Yogi Johl               |